# 別府大学短期大学部
別府大学短期大学部（べっぷだいがくたんきだいがくぶ、英語: Beppu University Junior College）は、大分県別府市北石垣82に本部を置く日本の私立大学。1954年創立、1954年大学設置。大学の略称は別短(べったん)。

## 概観

### 大学全体
- 別府大学短期大学部は、大分県別府市にある日本の私立短期大学。学校法人佐藤学園により1954年に設置された（にちに学校法人別府大学と改称）。２学科と専攻科2学科を擁する短期大学部で、大学と同類の学科がある。

### 建学の精神（校訓・理念・学是）
"Veritas Liberat"『真理はわれらを自由にする』（別府大学と共通）

### 教育および研究
- 別府大学短期大学部には２つの学科が設置されており、それぞれの学科における教育内容は以下の通りとなっている。
- 食物栄養科：食と栄養のエキスパートを育てる学科で、｢食品加工学｣・｢臨床栄養学実習｣・｢フードマーケティング｣・｢食品衛生学｣・｢給食実務論｣・｢調理実習｣・｢学校栄養指導論｣などの科目があり、2年次の夏期に学外実習が行われる。基礎的な調理を修得していくことの大切さから｢基礎調理｣科目の履修が義務付けられている。世界の食文化を探ることのねらいから、台湾での研修旅行も実施されている。
- 初等教育科：小学校教員を目指すための小学校・幼稚園コース、保育者を目指す保育・幼稚園コースがある。大学・大学院における文部科学省の教員養成推進プログラムに採択されている。

### 学風および特色
- 別府大学短期大学部は開学以来、大学に併設された短大となっている。設置されている学科は、大学と類似したものとなっている関係上、短大卒業後その大学に編入学する学生も多い。

## 沿革
- 1953年4月 - 自由ヶ丘保育専門学院設置
- 1954年
  - 2月 別府大学短期大学部設置
  - 4月 開学（商科[1]、生活科[2]）
- 1957年3月 - 自由ヶ丘保育専門学院を自由ヶ丘幼稚園教員養成所と校名・目的変更
- 1962年4月 - 初等教育科を増設[3]
- 1964年4月 - 英文科を増設
- 1969年4月 - 英文科を英語科と改称
- 1975年4月 - 商科を商経科に改称
- 1981年
  - 4月 - 幼児児童教育研究センターを設置
  - 7月 - サークルハウス完成
- 1988年12月 - 専攻科福祉専攻を設置
- 1989年12月 - 生活科に食物栄養専攻と生活文化専攻の専攻過程を設置
- 1993年
  - 10月 - 専攻科福祉専攻が大学評価・学位授与機構に認定される。
  - 12月 - 別府大学短期大学部大分校舎開設
- 1994年4月 - 生活科生活文化専攻を生活文化学科に改組
- 1995年1月 - 生活科食物栄養専攻を食物栄養科に改称
- 1996年12月 - 専攻科商経専攻、専攻科初等教育専攻を設置
- 1997年1月 - 専攻科商経専攻が学位授与機構に認定
- 1998年10月 - 学校法人別府大学と学校法人明星学園が合併
- 1999年10月 - 英語科を英語コミュニケーション学科に改称
- 2000年12月 - 商経科と生活文化科を経営情報文化科に改組
- 2002年
  - 3月 - 専攻科商経専攻を廃止
  - 7月 - 商経科を廃止
  - 12月 - 生活文化科を廃止
- 2004年4月 - 保育科、地域総合科学科を設置
- 2013年3月 - 地域総合科学科学生募集停止。

## 基礎データ

### 所在地
- 別府キャンパス（大分県別府市北石垣82）
- 大分キャンパス（大分県大分市野田380）

### 象徴
- 別府大学短期大学部のカレッジマークは大学と同じものとなっている。

## 教育および研究

### 組織

#### 学科
- 食物栄養科
- 初等教育科

##### 学科の変遷
沿革も参照のこと
- 生活科→生活文化科
  - 生活文化専攻→生活文化科[4]→地域総合科学科（建築・デザイン、ファッション・ビジネスの各科目群にあたるものとみられる）
  - 食物栄養専攻→食物栄養学科
- 商科→商経科→経営情報文化科[5]→地域総合科学科（ビジネスマネジメント、情報ビジネス、観光ビジネスの各科目群にあたるものとみられる）
- 初等教育科
- 英文科→英語科→英語コミュニケーション学科[5]→総合科学科（言語コミュニケーション系列科目群）
- 保育科

#### 専攻科
- 初等教育専攻：短期大学卒業者で小学校または幼稚園の教諭免許状をもつ人を対称とした課程。1998年度より一種免許状への道が開かれた。修業年限は昼間部2年制で、大学評価・学位授与機構に認定されている。
- 福祉専攻：介護のエキスパートを育てる課程で、保育士養成の短期大学卒業者でその資格を取得した人を対称としている。修業年限は昼間部1年制であるが、大学評価・学位授与機構に認定されている。

##### 過去にあった課程
- 商経専攻：本短期大学商経科卒業者を対象とした課程で、修了論文が必須となっていた。大学評価・学位授与機構に認定されており、審査合格により学士の学位が得られるシステムとなっていた。修業年限は昼間部1年制だったので、修了後は四年制大学等で科目別履修する必要があった。

#### 別科
- なし

##### 取得資格について
資格
- 栄養士：食物栄養科
- 保育士
  - 保育科
  - 初等教育科
- 介護福祉士：専攻科福祉専攻にて取得できる。
- 司書
  - 地域総合科学科
  - 食物栄養科
  - 初等教育科
  - 保育科
- 司書教諭
  - 地域総合科学科にて設置されていた。
  - 食物栄養科
  - 初等教育科

教職課程
- 中学校教諭二種免許状
  - 家庭：食物栄養科
  - 英語：地域総合科学科にて設置されていた。
  - 保健：過去にあった生活文化科にて設置されていた。
  - 職業：地域総合科学科の前身である商経科にて設置されていた。
- 栄養教諭二種免許状：食物栄養科
- 小学校教諭二種免許状：初等教育科にて取得できる。なお、専攻科修了後に一種免許状が取得できる。
- 幼稚園教諭二種免許状
  - 初等教育科：初等教育専攻では一種免許状が取得できる。
  - 保育科

### 教育
- 教員養成推進プログラム
  - 専攻科初等教育専攻での「教育マイスタープロジェクト」において採択されている。このプログラムが採択された短期大学は全国で唯一である。

## 学生生活

### 部活動・クラブ活動・サークル活動
- 別府大学短期大学部のクラブ活動は、基本的には大学と同じものとなっている。

### 学園祭
- 別府大学短期大学部の学園祭はキャンパス毎に名称が異なり、別府キャンパスでは「石垣祭」、大分キャンパスでは「秋桜祭」と呼ばれる。

## 大学関係者と組織

### 大学関係者一覧

#### 出身者
- 後藤博子

## 施設

### 別府キャンパス
- 使用学科：食物栄養科・初等教育科
- 使用専攻科：初等教育専攻・福祉専攻
- 使用附属施設：附属博物館、メディア教育・研究センター
- 交通アクセス：JR日豊本線別府大学駅下車。
- 設備：本館・1号館・2号館・3号館・4号館・記念館（18号館）・23号館・32号館・学生食堂などがある。基本的には、大学と共同使用していることが多い。

北緯33度18分43.8秒 東経131度29分26秒

### 大分キャンパス
- 使用学科：保育科・地域総合科学科

- 使用専攻科：なし
- 使用附属施設：大分キャンパス文化ホール
- 交通アクセス：大分バスL24・L28・L29系統「放送大学前」下車。大分駅からは「大学病院（放送大学）」に終点まで乗車すればよい。
  - JR久大本線賀来駅からの直通スクールバスは2017年3月31日をもって廃止された。
- 設備：本館・講義棟、研究棟、保育科総合実技棟、学生食堂、放送大学大分学習センターなどがある。

北緯33度12分14.2秒 東経131度32分21.1秒

## 対外関係

### 他大学との協定

#### 日本
- 放送大学：大分キャンパスに学習センターがある関係上

#### 韓国
- 大邱産業大学
- 昌信大学
- 東明大学校
- 釜山経商大学校
- 東釜山大学
- 大邱カトリック大学校
- 大慶大学
- 仁濟大学校
- 馬山大学
- 漢拏大学
- 西京大学校
- 東義大学校
- 誠信女子大学校
- 聖徳大学
- 京福大学
- 京文大学
- 威徳大学校
- 東西大学校
- 慶南情報大学校
- 建陽大学校
- 安東科学大学
- 慶北外国語テクノ大学
- 漢陽女子大学
- 白石大学校
- 浦項大学
- 東元大学
- 又松大学
- 順天大学校
- 慶雲大学校
- 東義科学大学
- 安山工科大学

#### 中国
- 復旦大学
- 香港理工大学
- 烟台師範大学

#### イギリス
- ウィンチェスター大学

#### フランス
- ポール・ヴァレリー大学

#### アメリカ
- ハワイ大学
- デアンザ大学
- ハワイ大学リーウォード・コミュニティ・カレッジ

### 系列校
- 別府大学
- 明豊高等学校

## 卒業後の進路について

### 就職について
- 英語コミュニケーション学科：フジワーク・豊和銀行・楽天KC・あいおい損害保険・ジェイティービー・九州旅客鉄道・光通信ほか一般企業への就職者が多い。
- 生活文化科：大分銀行・ユニバーサル証券・富士紡ホールディングス・積水ハウス・木元建設・梅林建設・三和コーポ・別大興産・日本ハウズイング・オンワード樫山・三菱自動車・ニッポンレンタカー・フランドルほか一般企業への就職者が多い。
- 商経科&経営情報文化学科：三協アルミニウム・宮崎太陽銀行・西日本銀行・大分信用金庫・日本通運・大分スバル自動車ほか一般企業への就職者が多い。
  - 地域総合科学科：キヤノン・関西汽船・福山通運・ヤマト運輸・いすゞ自動車・日本生命保険・コスモ証券・全日空ホテルズほか一般企業への就職者が多い。
- 初等教育科：在学中に取得した免許状を活かして幼稚園での教職に就いている人が多い。鹿児島県で小学校教員として活躍する人もいれば、保育園をはじめ各種児童福祉施設で働いている人も多い。
- 保育科：在学中に取得した免許や資格を活かして保育所や幼稚園に就職している人が多い。
- 食物栄養科：資格を活かした職としては日清医療食品・栄食メディックス・ヨーグルトン乳業などの一般企業や各種病院・社会福祉施設・学校給食ほか活躍の場は多岐にわたる。

専攻科
- 初等教育専攻：小学校への就職者が多い傾向にあり、大分市ほか松浦市・浦添市・那覇市・三股町などの教員に就いている。
- 福祉専攻:介護職として、特別養護老人ホームほか高齢者介護施設に就職している人が多いものとなっている。
- 商経専攻：ジョイフルほか一般企業への就職者が多いものとなっている。

### 編入学・進学実績
- これまでの実績では、系列の別府大学や別府大学短期大学部専攻科のほか、大阪教育大学・中京学院大学・福岡工業大学・日本文理大学・立命館アジア太平洋大学などがある。